# Apelina
La apelina (también conocida como APLN) fue identificada como el ligando endógeno del receptor acoplado a proteína G, APJ. Esta proteína se expresa en diversos órganos como el corazón, pulmón, riñón, tejido adiposo, tracto gastrointestinal, cerebro, glándulas adrenales o endotelio.

## APJ, receptor de la apelina
El receptor APJ pertenece a la familia de receptores acoplados a proteínas G, que presenta 7 dominios transmembrana. La secuencia del gen que codifica el receptor APJ presenta una gran homología con el receptor de angiotensina II de tipo 1 (AT1-R).

## Funciones biológicas
- Control del sistema cardiovascular, modulando la presión arterial y el flujo sanguíneo. La apelina disminuye las cifras de presión arterial, favoreciendo la liberación de óxido nítrico, un potente vasodilatador. Asimismo, esta hormona favorece la contracción del miocardio. En este sentido, se ha observado que la expresión de apelina en el ventrículo izquierdo aumenta en pacientes con fallo cardíaco crónico.
- Apelina-13, uno de sus metabolitos activos, es degradada por la Enzima convertidora de angiotensina homóloga (ECA2) a fragmentos inactivos, por lo tanto, podría existir aumento de en la presión arterial sanguínea así como disminución de la respuesta vasodilatadora.
- Estimulación de la secreción de colecistoquinina.
- Regulación de la homeostasis de los fluidos biológicos.